# Muschwitz
Muschwitz is een plaats en voormalige gemeente in de Duitse deelstaat Saksen-Anhalt, en maakt deel uit van de Landkreis Burgenlandkreis.

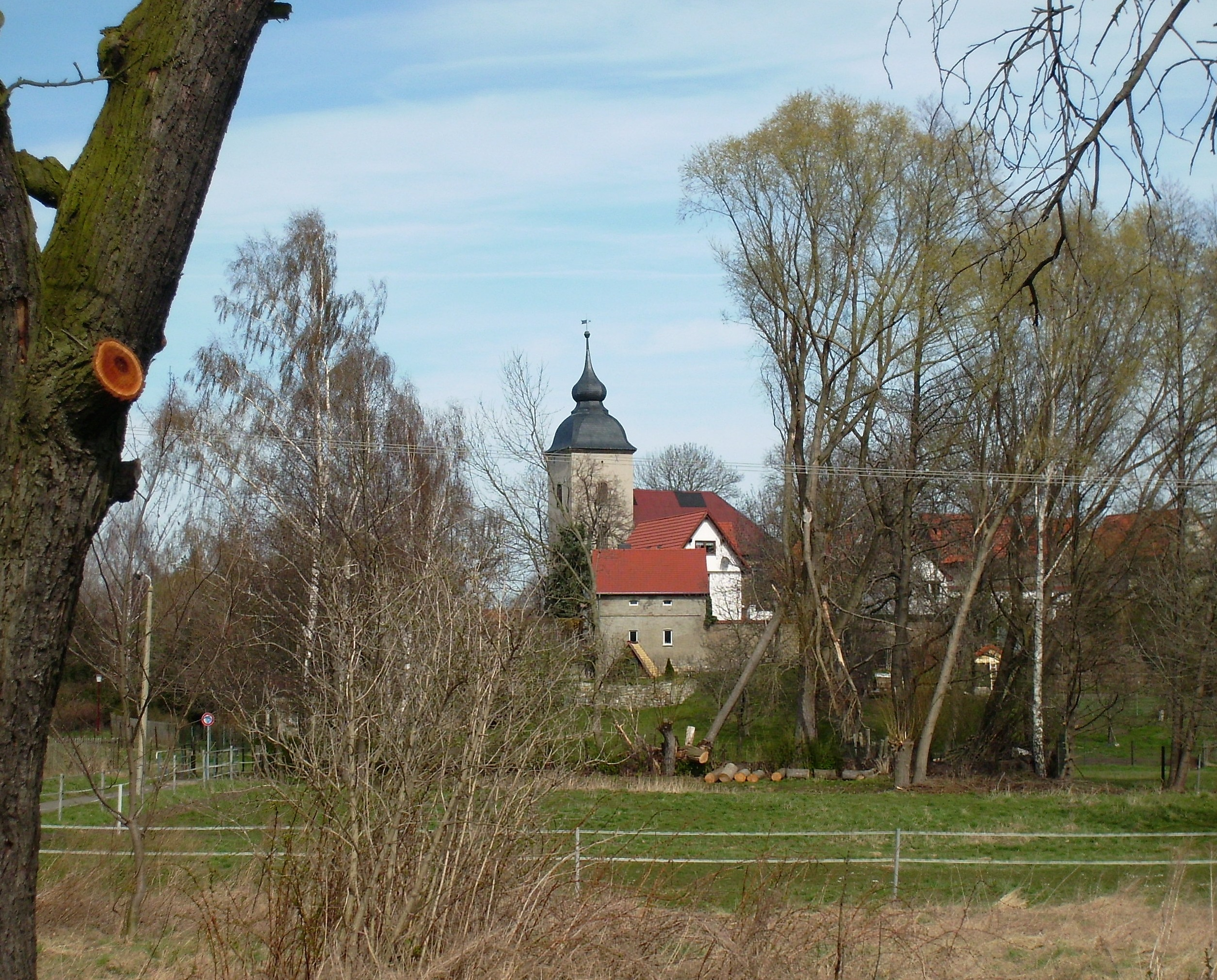
Kerk in Muschwitz

Muschwitz telt 1.178 inwoners.